# Roberts Uldriķis
Roberts Uldriķis (* 3. April 1998 in Riga) ist ein lettischer Fußballspieler. Er spielt aktuell in Deutschland für Arminia Bielefeld in der dritten Liga.

## Karriere

### Verein

#### Uldriķis in Lettland
Roberts Uldriķis begann seine Laufbahn bei Skonto Riga, bevor er im Januar 2015 zum Erstligisten FS Metta/Latvijas Universitāte wechselte. Er gab dann am 12. April 2015 bei der 0:1-Niederlage in der ersten lettischen Liga gegen seinen Ex-Verein im Alter von 17 Jahren sein Profidebüt. Uldriķis kam zu 15 Einsätzen, war aber nicht immer in der Startelf vorzufinden. Sein erstes Profitor war der Treffer zum 2:0 beim 3:0-Auswärtssieg am 31. Oktober 2015 bei FK Spartaks Jūrmala. Im Folgejahr war er ab dem elften Spieltag Stammspieler und wurde dabei überwiegend als Mittelstürmer, mal aber auch im offensiven Mittelfeld, eingesetzt, wobei er sechs Tore schoss.
Es folgte der Wechsel zu FK RFS, wo er in seinem ersten Jahr regelmäßig spielte, aber auch nicht immer Teil der Anfangself war. Hier wurde Roberts Uldriķis manchmal auch als hängende Spitze eingesetzt und schoss in insgesamt 23 Spielen fünf Tore. Auch in der neuen Saison war er ein Pendler zwischen einem Startelfmandat und einer Einwechslung, blieb aber nur bis zum Sommer.

#### FC Sion
Uldriķis ging im Juli 2018 in die Schweiz zum FC Sion. In seinem ersten Jahr war er in der Super League zu 21 Einsätzen gekommen, war aber nicht selten auch Einwechselspieler. Seine ersten beiden Tore schoss Roberts Uldriķis am 12. August 2018 bei der 2:3-Niederlage beim FC Basel, als er einen zwischenzeitlichen 0:2-Rückstand ausglich. Insgesamt schoss er vier Tore. Auch in der Folgesaison war Uldriķis manchmal in der Anfangself, manchmal aber auf der Ersatzbank vorzufinden. Mit den Sittenern erreichte er in dieser Saison das Halbfinale im Cup-Wettbewerb und schied dort gegen den BSC Young Boys aus. Im Laufe des Wettbewerbs kam Roberts Uldriķis in jedem Spiel zum Einsatz und schoss insgesamt drei Tore. Im Ligaalltag änderte sich für ihn auch in seinem dritten Jahr in der Schweiz nichts und so war er auch hier manchmal in der Anfangsformation, manchmal nur Einwechselspieler. Zum Saisonende musste Uldriķis mit seinem Verein in die Barrage. Er wurde in beiden Partien eingewechselt und schoss im Hinspiel den Treffer zur zwischenzeitlichen 4:0-Führung.

#### SC Cambuur
Roberts Uldriķis wechselte schließlich gegen Ende des Sommertransferfensters der Saison 2021/22 in die Niederlande zum damaligen Erstligaaufsteiger SC Cambuur. Wenn gleich er von Verletzungen zurückgeworfen wurde, wurde er schnell Stammspieler und trug mit sieben Toren zum Klassenerhalt der Friesen bei. In der Folgesaison verlor Uldriķis im Laufe der Hinrunde seinen Platz in der Stammelf und schoss in der ganzen Saison auch nur ein einziges Tor. Der SC Cambuur stieg zum Saisonende wieder aus der Eredivisie ab. Uldriķis war seinem Verein aber treu und kam dann in der zweiten Liga regelmäßig zum Einsatz. Dabei schoss er zwölf Tore. Zudem erreichte Roberts Uldriķis mit dem SC Cambuur das Halbfinale im KNVB-Beker, in der man gegen NEC Nijmegen ausschied.

#### Kallithea FC und Arminia Bielefeld
Im Sommer 2024 wechselte er nach Griechenland zu Kallithea FC. Im Januar 2025 wechselte er zum deutschen Drittligisten Arminia Bielefeld.

### Nationalmannschaft
Uldriķis durchlief einige lettische Juniorennationalmannschaften, bevor er am 12. Juni 2017 für das A-Nationalteam debütierte, als er beim 1:2 im Freundschaftsspiel gegen Estland in der 65. Minute für Valērijs Šabala in die Partie kam. Bislang war er insgesamt 47-mal für sein Heimatland im Einsatz (sieben Tore).